# Umak od soje
Umak od soje osnovni je sastojak japanske, kineske i općenito azijske kuhinje. To je začin napravljen od: fermentirane mase kuhane soje, žitarica, otopine slane vode i plijesni Aspergillus oryzae ili Aspergillus sojae. Umak u današnjemu obliku potječe iz Kine, gdje je nastao u 2. stoljeću prije Krista. Iz Kine se proširio po istočnoj i jugoistočnoj Aziji, gdje se koristi za kuhanje i kao začin.
Način pripreme umaka vrlo je jednostavan - soja se u glinenoj posudi pomiješa sa žitaricama, kvascem i vinom te ostavi stajati nešto duže od stotinu dana. Varijacije se obično javljaju kao rezultat različitih metoda i trajanja fermentacije, različitih omjera vode i soli, pa čak i dodavanja drugih začina. Mikroorganizmi koji se koriste za fermentaciju sojinog umaka – Aspergillus oryzae (vrsta gljivica), Zygosaccharomyces rouxii (vrsta kvasca) i Lactobaccilus – česti su i dostupni.
Postoji određena sličnost u nastanku sojina umaka i vina. Sličnost je u tome što se oba dobivaju procesom fermentacije, a u staroj Kini umak je namirnica koja se mora dobiti fermentacijom. Sojin umak smatra se starim gotovo koliko i pasta od soje - vrsta fermentirane paste dobivena iz zrna soje - koja se pojavila za vrijeme dinastije Zapadni Han (206. pr. Kr. – 220.) i bila je navedena u ceduljicama od bambusa pronađenima u arheološkome nalazištu Mawangdui. Proizvodnja umaka u Kini razvijala se usporedno s proizvodnjom vina i keramike, a vjerojatno datira još iz prapovijesnog razdoblja, postižući kontinuitet do modernog doba.
Poput mnogih slanih začina, umak je izvorno bio način za čuvanje soli, povijesno skupe robe. Tijekom dinastije Chou u drevnoj Kini, fermentirana slana riba korištena je kao začin u koji se dodavala soja tijekom procesa fermentacije. Do vremena dinastije Han, zamijenjen je receptom za sojinu pastu i njezin usproizvod umak od soje, u kojemu je soja glavni sastojak, dok se fermentirani riblji umak zasebno razvijao u riblji umak.
Sinolog iz 19. stoljeća Samuel Wells Williams napisao je da se u Kini najbolji umak od soje „priprema kuhanjem soje i žitarica dok ne omekšaju, dodajući jednaku količinu pšenice ili ječma i puštajući masu da fermentira; nakon toga se doda dio soli i tri puta više vode te se cijela smjesa ostavi dva ili tri mjeseca, nakon čega se tekućina preša.”[nedostaje izvor]